# Сіарунджі Чесайна
Сіару́нджі Чеса́йна (Ciarunji Chesaina; *20 травня 1947) — кенійська педагогиня і фольклористка, фахівчиня з історії, етнографії та фольклору низки нілотських і бантуських народів, африканської літератури, зокрема дитячої; професорка. 

## З життєпису
Закінчила престижну Alliance Girls High School (при Університеті Кеньятти) під Найробі (1967).  
У 1968-1971 роках навчалась в Університеті Макерере (Кампала, Уганда) за спеціальністю «британське і французьке мистецтво».
По тому (1971-72) у Гарварді на дитячого психолога.
Після повернення на батьківщину працювала нетривалий час у рідній школі (кінець 1972 року). Згодом почала тривалу викладацьку і наукову кар'єру в Університеті Кеньятти (до 1991 року).
Визначившись з головним предметом наукових зацікавлень (усна народна творчість кенійських етній), знову пройшла навчання за кордоном — в Лідському університеті (1977-78) на філолога, там же здобувала ступінь доктора філософії (1985-88).
У 1991-2000 роках і починаючи від 2003 року — професорка Університету Найробі.
Учасниця численних конференцій, семінарів і навчальних програм.

## Наукова діяльність
Сіарунджі Чесайна спеціалізується на дитячій психології, африканській літературі, зокрема дитячій і підлітковій, ролі жінки в традиційному суспільстві, яке переживає трансформацію. Однак основні досягнення С. Чесайни полягають в дослідженні етнографії і фольклору та його текстуальної популяризації низки народів Кенії, де її внесок багато в чому є унікальним.
Бібліографія
- Notes to Francis Imbuga’s Man of Kafira. Nairobi : Heinemann, 1984
- Oral Literature of the Kalenjin. Nairobi : EAEP, 1991
- Perspectives on Women in African Literature: Impact Associates, 1994
- Hope on the Horizon: Impact Associates, 1994
- Students’ Guide to Peter Abrahams’ Mine Boy: Macmillan Kenya, 1996
- Pokot : Rosen Publishers.  1996
- Oral Literature of the Embu and Mbeere: EAEP, 1997
- Teaching of African Literature in the 21st Century (упорядник): Köln, Lambert Academic Publishing, 2009
- The Significance of Oral Literature in Children’s Development: Social & Psychological Issues.  Köln: Lambert Academic Publishing 2009
- Run Gazelle Run: An Autobiography: Asis Publishers, 2018[1]

Також авторка численних статей, розвідок і матеріалів у спеціалізованих наукових і науково-популярних часописах, як Кенії, так і світу.